# Dominika Paleta
Dominika Paleta Paciorek (Cracovia, 23 de octubre de 1972) es una actriz polacomexicana.

## Biografía
Llegó a México siendo una niña, ya que su padre Zbigniew Paleta dedicado a la música, recibió una oferta de trabajo en la Ciudad de México, por lo que decidió emigrar a dicho país con toda su familia, su madre Bárbara Paciorek Kowalowka y su hermana menor, la también actriz, Ludwika Paleta. 
Aunque desde pequeña apareció en comerciales y en una que otra obra de teatro y tenía papeles con poca importancia en algunas telenovelas, su gran oportunidad le llegó cuando tenía 20 años de edad.
En 1997, protagoniza la telenovela Amada enemiga, luego de su primer protagónico donde demostró su talento y gran carácter, empezó a ser tomada en cuenta para otros proyectos televisivos.
Luego de demostrar su gran capacidad histriónica, los productores la llamaron para participar en distintas telenovelas donde empezó a interpretar papeles de villanas, como en La usurpadora 1998 y La Intrusa en 2001, telenovelas en las que sus personajes, le valieron el reconocimiento de la crítica.
En 2004 la joven firma un contrato con la cadena Telemundo y estelariza producciones como El alma herida (2004), compartiendo créditos con Rebecca Jones e Itatí Cantoral.
En 2005 protagoniza Los Plateados al lado de Mauricio Islas y Tamara Monserrat con Humberto Zurita en el rol antagónico.
Otras telenovelas en las que ha participado, son: Locura de amor y Por un beso, todas en actuaciones especiales.
En 2007, incursionó al mundo de la conducción con el programa Crecer jugando, el cual iba dirigido a las mamás con hijos pequeños. También ese año, grabó un episodio de la serie Trece Miedos.
En 2008, interpreta nuevamente a una villana en la telenovela El juramento, una producción de Telemundo, basada en La mentira, escrita por Caridad Bravo Adams; y donde comparte créditos con Natalia Streignard, Osvaldo Ríos y Susana Dosamantes, entre otros.
En el mismo año hace su regreso a Televisa  en Mañana es para siempre, una producción de Nicandro Díaz, donde compartió escenas con actores como Lucero, Silvia Navarro, Fernando Colunga y Rogelio Guerra; y le dio vida a Liliana Elizalde.
En teatro, se integró al elenco de la aclamada obra Los monólogos de la vagina.
Estudió Historia del arte en la Universidad Iberoamericana, en la Ciudad de México.
Habla español, inglés y polaco.
En 2009 Dominika muestra una nueva faceta como dobladora, recreando la voz en la película Tinker Bell y el Tesoro Perdido, en esa producción de Disney la actriz fue la narradora de la historia, para su distribución en español de la película en toda Latinoamérica, para países tales como México, Argentina, Chile, Venezuela entre otros.
En enero de 2010 ella fue invitada por el productor Nicandro Díaz con quien ya había trabajado anteriormente, para ser la protagonista en la telenovela Soy tu dueña, versión de La dueña de 1995, junto Fernando Colunga y Gabriela Spanic pero decidió no participar pues tenía otros proyectos en puerta, una película y teatro.
En el mismo año trabajo en Mujeres asesinas versión Mexicana donde interpretará el papel de "María, Fanática", igualmente Salvador Mejía la confirmó para el El triunfo del amor en esta telenovela actuó William Levy entre otros.
En 2012, después de varios años de no trabajar juntas, Dominika y Ludwika Paleta vuelven a pisar el mismo escenario, en la obra teatral, La Madriguera.
En 2013, es llamada por Ignacio Sada Madero para antagonizar la telenovela Por siempre mi amor, donde interpretó a la malvada Sonia Arenas.
En 2015, obtiene una participación especial como antagonista en la telenovela Antes muerta que Lichita, donde interpreta a la malvada Sheila, esposa del personaje de Arath de la Torre. 
En 2016 es confirmada por el productor Roberto Gómez Fernández para ser uno de los personajes principales de la Teleserie El hotel de los secretos, versión de la española Gran Hotel.
En 2020 regresa como actriz invitada a la producción de Netflix Rebelde donde realiza una participación especial interpretando a Marina.
En 2022 protagoniza para Star+ la telenovela Horario estelar al lado de Óscar Jaenada y Ela Velden.
En 2023 protagoniza para Vix+ la plataforma de TelevisaUnivision la serie de suspenso titulada Más Allá de ti, junto a Sebastián Rulli.

## Trayectoria

### Telenovelas
- Ahora que no estás (2024) - Ágata Meran[5]
- Más allá de ti (2023) - Carmen[6]
- Horario estelar (2023) - Bernarda Díaz[7]
- Pena ajena (2022) - Silvia[8]
- Rebelde (2022) - Marina Funtanet[9]
- El hotel de los secretos (2016) - Sofía Alarcón Langre de Vergara
- Antes muerta que Lichita (2015-2016) - Sheila Uribe Lazcano
- Por siempre mi amor (2013-2014) - Sonia Arenas Lozano
- Triunfo del amor (2010-2011) - Jimena de Alba de Sandoval
- Mañana es para siempre (2008-2009) - Liliana Elizalde Rivera
- El juramento (2008) - Alma Robles Conde
- Los plateados (2005) - Luciana Castañeda Villar
- El alma herida (2004) - Patricia Araiza
- La Intrusa (2001) - Anabella Roldán Limantour
- Por un beso (2000-2001) - Fernanda Lavalle de Díaz de León (joven)
- Locura de amor (2000) - Pamela
- Tres mujeres (1999-2000) - Raquel Lerdo Muñoz
- La usurpadora (1998) - Gema Durán Bracho
- Amada enemiga (1997) - Jessica Quijano Proal
- El abuelo y yo (1992) - Elisa Canto

### Programas
- Mujeres asesinas (2010) - María Sandoval "María, Fanática"
- Trece miedos (2007) - Erica
- Crecer jugando (2007) - Conductora
- Mujer, casos de la vida real (2000)
- Camino a Casa (1999)

### Cine
- Apasionado Pancho Villa (2015)
- Memoria de mis putas tristes (2011) - Ximena Ortiz[10]
- La otra familia (2011) - Luisa
- Reminiscencia (2010) - Elena
- Yo estaba ocupada encontrando respuestas, mientras tú simplemente seguías con la vida real (2005) - Conductora
- La noche de siempre (2005) - Claudia
- Ladies' Night (2003) - Invitada

### Teatro
- Casa Matriz (2013)[11][12]
- La Madriguera (2012)[13]
- Los monólogos de la vagina (2008)
- La prueba (2004)
- Madre solo hay 2 (2021)

## Premios y nominaciones

### Premios People en Español
| Año  | Categoría     | Telenovela       | Resultado |
| ---- | ------------- | ---------------- | --------- |
| 2011 | Mejor villana | Triunfo del amor | Nominada  |